# John Lauridsen
John Mikelsen Lauridsen (Ribe, 2 aprile 1959) è un ex calciatore danese, di ruolo centrocampista.

## Carriera

### Club
Lauridsen esordì con l'Esbjerg nel 1979, contribuendo con 16 presenze e due reti alla vittoria del campionato. Rimase a Esbjerg per altre due stagioni prima di trasferirsi in Spagna per giocare con l'Espanyol in Primera División.
Restò a Barcellona per sette stagioni, collezionando più di 200 presenze. L'Espanyol raggiunse la finale di Coppa UEFA nella stagione 1987-1988. All'andata, allo Stadio de Sarriá, gli spagnoli vinsero 3-0 e Lauridsen scese in campo nel secondo tempo al posto di Pichi Alonso.
Nella partita di ritorno invece non giocò e il Bayer si impose per 3-0, così si andò ai rigori dove i tedeschi vinsero per la prima volta il trofeo.
Finita quella stagione, Lauridsen passò al Málaga, squadra andalusa della Primera División, dove restò per due stagioni giocando 58 partite e segnando tre reti.
Nel 1990 torno in patria per chiudere la carriera nell'Esbjerg. Si ritirò nel 1993.

### Nazionale
Lauridsen esordì con la Nazionale danese il 12 agosto 1981 a Tampere contro la Finlandia.
Fu convocato da Sepp Piontek per gli Europei del 1984 che si tennero in Francia, in questa competizione giocò due partite, una contro i padroni di casa e una contro la Jugoslavia in cui segnò il suo primo gol in Nazionale.
La Danimarca arrivò in semifinale ma venne eliminata ai rigori dalla Spagna.
Lauridsen giocò 29 partite con la Nazionale e segnò 3 gol. Giocò anche 3 partite non ufficiali nel 1979.

## Palmarès

### Club
- Campionato danese: 1

Esbjerg: 1979